# Pueblo Viejo, Santiago Ixtayutla
Pueblo Viejo är en ort i Mexiko.   Den ligger i kommunen Santiago Ixtayutla och delstaten Oaxaca, i den sydöstra delen av landet, 400 km söder om huvudstaden Mexico City. Pueblo Viejo ligger 881 meter över havet och antalet invånare är 672.
Terrängen runt Pueblo Viejo är kuperad åt nordväst, men åt sydost är den bergig. Runt Pueblo Viejo är det ganska glesbefolkat, med 43 invånare per kvadratkilometer. Närmaste större samhälle är Llano Nuevo, 14,1 km öster om Pueblo Viejo. I omgivningarna runt Pueblo Viejo växer huvudsakligen savannskog.